# Komprador
V prvotnem pomenu besede je komprador oseba, ki igra vlogo posrednika med lokalnim prebivalstvom in tujim kapitalom; je »agent za tuje organizacije, ki je vpleten v investicije, trgovanje ali ekonomsko ali politično izkoriščanje«. Izraz komprador se je sprva uporabljal za (posredne) akterje tujega (zahodnega) kapitala na področju Vzhodne Azije (npr. območju Kitajske), izraz pa se uporablja tudi v preostalih delih sveta za sloj prebivalstva, ki igra podobno vlogo kot kompradorji v prvotnem pomenu besede.

## Komprador – marksistično pojmovanje
Izraz komprador marksizem uporablja v kontekstu imperializma in neo-kolonializma. V kolonialnih (ne-imperialističnih) deželah so kompradorji lokalni vladajoči razred, ki pa dejansko niso suvereni na svojem lastnem ozemlju, ampak so nasprotno izvajalci oblasti tuje buržoazije (so, v prenesenem pomenu, njeni »podizvajalci«). Posledično ne poberejo vse presežne vrednosti, ki se ustvari v tej deželi, ampak gre del te vrednosti tujemu kapitalu.
To je na prvi pogled za kompradorje neugodno, saj so s tem prisiljeni tujemu gospodarju oddati del presežne vrednosti, ki bi jo drugače zadržali zase. Takšen pogled pa je potreben dopolnitve; sicer drži, da kompradorji poberejo le del presežnega produkta, ki se ustvari v deželi, a moramo pri njihovem obravnavanju upoštevati odnos kompradorjev do njihovih gospodarjev: imperialistične buržoazije.
Imperialistična buržoazija razvija (neo)kolonije, ker to ustreza njenim lastnim interesom. To ji omogoča, da iz kolonij črpa še posebej visoko presežno vrednost, ki je posledica kombinacije nizke cene delovne sile in zemljiških rent.
To smo omenili, ker navkljub temu, da imperialistična buržoazija razvija kolonije zaradi svojih lastnih interesov, s tem še vedno dviguje produktivnost delovne sile v kolonialni deželi. Kompradorji so tako na boljšem (kot če tuje imperialistične buržoazije ne bi bilo), ker bi brez tehnične podlage, ki izhaja iz kapitalističnega načina produkcije, presežni produkt bil opazno manjši. Drugače povedano: sicer je res, da se morajo kompradorji odpovedati velikemu deležu presežne vrednosti in ga predati svojemu gospodarju (imperialistični buržoaziji), a so neto vseeno na boljšem, ker je presežni produkt bistveno večji; temu primerno je absolutno večji delež tudi plena, ki pripada kompradorski buržoaziji.

### Položaj kompradorske buržoazije v razrednem boju
Kompradorska buržoazija je glede svojih lastnih interesov v konfliktni situaciji.
Po eni strani ima močne težnje po povečanju deleža, ki ga dobi iz plenjenja lastne dežele. Njena gospodarska buržoazija iz daljne imperialistične dežele jo sicer ščiti, a ji odžira velik delež profita. Posledično čaka na vsako priložnost, da se osvobodi izpod njenega izkoriščevalskega jarma. Po drugi strani pa se za dosego tega cilja kompradorska buržoazija boji mobilizirati prebivalstvo njene lastne dežele. Takšno dejanje bi namreč zanjo bilo dvorezen meč; če so zatirani delavci in kmetje zmožni ovreči jarem tujega gospodarja, so zmožni ovreči tudi jarem domačega izkoriščevalskega razreda (kompradorske buržoazije).
Kompradorska buržoazija je posledično ujeta med dvema ognjema. Po eni strani se hoče rešiti izpod tujega gospostva; po drugi strani pa mora za to mobilizirati družbene sile, ki bi kaj hitro utegnile pokopati tudi samo kompradorsko buržoazijo. Iz vidika razredne družbe nasploh položaj kompradorske buržoazije nasploh zelo ustrezno povzamemo z že omenjeno frazo, da je ta med dvema ognjema.
Iz tega vidika je njen položaj podoben buržoaziji, ki mora aristokratsko oblast šele dokončno odpraviti; za to je prisiljena mobilizirati majhne kmete in razvijajoči se proletariat. Ti pa lahko po drugi strani naredijo korak naprej in zahtevajo dosledno izpolnjevanje buržoaznih načel svobode; poleg doslednega izpolnjevanja politične svobode lahko dodajo še zahtevo ekonomske svobode producentov, ki pa s kapitalistično privatno lastnino (ciljem buržoazne revolucije) ni kompatibilna..